# Союз плавания Республики Сербской
Союз плавания Республики Сербской (серб. Пливачки савез Републике Српске) — спортивная организация Республики Сербской, отвечающая за развитие водных видов спорта в Республики Сербской и плавания в частности. Объединяет клубы по плаванию Республики Сербской, является частью Союза плавания Боснии и Герцеговины. Находится в Баня-Луке.

## Органы союза
- Скупщина — высший орган управления[1]
- Комитет управления — исполнительный орган[1]
- Комитет надзора — высший орган управления материальными средствами[1]
- Президент Союза — глава Союза, представитель[1]
- Генеральный секретарь — исполняет обязанности, предоставленные Комитетом управления[1]
- Спортивный арбитраж — суд, разрешающий конфликты между членами Союза и с участием Союза[1]

## Клубы плавания
В состав Союза плавания Республики Сербской входят следующие команды:
- 22 апреля (Баня-Лука)[2]
- Аква Стар (Баня-Лука)[2]
- Врбас (Баня-Лука)[2]
- Дельфин (Лакташи)[2]
- Леотар (Требине)[2]
- Младост (Баня-Лука)[2]
- Фортуна (Баня-Лука)[2]
- Олимп (Баня-Лука)[2]

Некоторые клубы также имеют секции по водному поло и синхронному плаванию.

## Развитие вида спорта
Одним из стимуляторов развития плавания в Республике Сербской стало открытие в 2009 году в Баня-Луке олимпийского бассейна, соответствующего современным стандартам обучению плаванию и подготовке профессиональных спортсменов. Бассейн является одним из крупнейших в Европе, спроектирован по стандартам Всемирной федерации водных видов спорта и Всемирной федерации водного поло. Вместимость составляет 532 места. Также в здании находятся сауна, фитнес-центр, зона отдыха и кабинет массажа; рядом с бассейном также есть зоны для журналистов и комментаторов.
На правительственном уровне идёт пропаганда развития плавания как оздоровительной деятельности, которая не только улучшает общее состояние человека, но и помогает ему реабилитироваться после травм и болезней, а также полезно для всех людей вне зависимости от возраста и пола.